# Црвеноноси шаренац
Црвеноноси шаренац (Melitaea aurelia) је дневни лептир из породице шаренаца (Nymphalidae).

## Опис
По правилу је мања од црноносог шаренца (Melitaea athalia), а мрежа тамних линија формира правилнија оранж поља. Доња страна крила је тамнија, пруга уз руб задњег крила је жута. Распон крила је 30–34 mm.

## Распрострањење
Живи у великом делу Европи, свуда осим на крајњем северу и на Иберијском полуострву. Налази у Србији су са југа и из средишњег дела, а они на северу су малобројни и могу бити погрешни.

## Биологија
Обично насељава отворена и сува станишта. 
Лети од маја до августа, у једној генерацији. Гусеница се код нас вероватно храни искључиво усколисном боквицом (Plantago lanceolata).

## Галерија
- мужјак
- мужјак одоздо